# Meerut
Meerut (Hindi मेरठ) ist eine Millionenstadt, deutsch Mirat in der fruchtbaren Landschaft des Doab im Bundesstaat Uttar Pradesh im Norden Indiens.

## Lage und Klima
Die Stadt Meerut liegt im Schwemmland des Doab in einer Höhe von ca. 225 m etwa 65 km (Fahrtstrecke) nordöstlich der indischen Hauptstadt Delhi. Das Klima ist oft schwülwarm und für indische Verhältnisse durchaus regenreich (ca. 935 mm/Jahr), wobei der größte Teil der Niederschläge in der Monsunzeit, d. h. von Ende Juni bis Mitte September, fällt.

## Bevölkerung
Offizielle Bevölkerungsstatistiken werden erst seit 1991 geführt und veröffentlicht; für Meerut liegen jedoch auch ältere Zahlen vor:
| Jahr      | 1847   | 1901    | 1951    | 1991    | 2001      | 2011      |
| Einwohner | 29.014 | 118.539 | 233.183 | 753.778 | 1.068.772 | 1.305.429 |

Die Hindi und Urdu sprechende Bevölkerung besteht zu etwa 61 % aus Hindus und zu ca. 36 % aus Moslems; zahlenmäßig kleine Minderheiten bilden Jains, Christen, Sikhs, Buddhisten und andere. Wie bei Volkszählungen im Norden Indiens üblich, liegt der männliche Bevölkerungsanteil etwa 12 % höher als der weibliche.

## Wirtschaft
Meerut war seit altersher das Zentrum der landwirtschaftlich produktiven Region des Doab. Die Stadt fungierte als Zentrum für Handwerk, Handel und Dienstleistungen aller Art. Einen enormen wirtschaftlichen Aufschwung nahm sie unter britischer Herrschaft und nach der Unabhängigkeit Indiens (1947). Wegen der Nähe zu Delhi haben sich hier zahlreiche Industrieunternehmen aller Art (Papier, Chemie, Elektronik, Reifen etc.) niedergelassen – zu erwähnen sind insbesondere die Herstellung von Sportkleidung und -schuhen sowie von Musikinstrumenten und Rüstungen bzw. Waffen für einheimische aber auch internationale Filmproduktionen (Gladiator, 300 u. a.).

## Geschichte
Meerut wird mit der im Mahabharata erwähnten Stadt Hastinapur, der Heimat der 5 Pandava-Brüder, in Verbindung gebracht; ein Ort gleichen Namens befindet sich ca. 35 km nordöstlich. Irgendwann wurde die Stätte von einer Gangesflut zerstört. Die ca. 25 km westlich von Meerut gelegene archäologische Stätte von Alamgir Pur gilt als östlichstes Zeugnis der Induskulturen. Im 4. und 3. Jahrhundert v. Chr. war Meerut ein Zentrum des Buddhismus und Kaiser Ashoka (reg. 268–232 v. Chr.) ließ hier eine Ediktsäule errichten, die von Firuz Shah Tughluq Ende des 14. Jahrhunderts nach Delhi verbracht wurde.
Um das Jahr 1018 wurde der Norden Indien von den Heeren Mahmud von Ghaznis verwüstet; die Freitagsmoschee (Jama Masjid (Meerut)) stammt ursprünglich aus dieser Zeit. Im Jahr 1192 nahm Qutb-ud-Din Aibak im Auftrag Muhammad von Ghurs die Stadt ein, die fortan zum Sultanat von Delhi gehörte. Im Jahr 1398 musste sie sich dem Mongolenheer Timurs ergeben. Nach der Schlacht von Panipat (1526) gehörte sie zum Mogulreich und wurde Münzstätte. Im 18. Jahrhundert geriet Meerut zeitweise unter die Herrschaft der Marathen und der Sikhs; seit 1803 stand sie unter britischer Herrschaft.
Meerut ist bekannt als die Stadt, in der der Sepoy-Aufstand von 1857 gegen die britischen Kolonialherren begann. Anlass des Aufstands gegen die Briten war die Einführung neuer Gewehre, deren Patronen mit Rindertalg und/oder Schweineschmalz behandelt gewesen sein sollten. Der Anlass ist insofern nachvollziehbar, als den Hindus Rinder heilig sind und unter Hindus und Muslimen Schweine als unrein gelten, wobei dies nur der vorgeschobene Auslöser war. Der tiefere Grund lag jedoch in der schlechten sozialen und wirtschaftlichen Lage der Soldaten und ihrer Familien.

## Sehenswürdigkeiten
Trotz ihrer langen Geschichte gab es im sandigen und lehmigen Schwemmland des Doab und so auch in Meerut jahrhundertelang keine oder nur sehr wenige Gebäude aus Naturstein; dieser musste von weither herantransportiert oder aber vor Ort gebrannt werden und so entstanden die meisten Steingebäude erst in britischer Zeit.

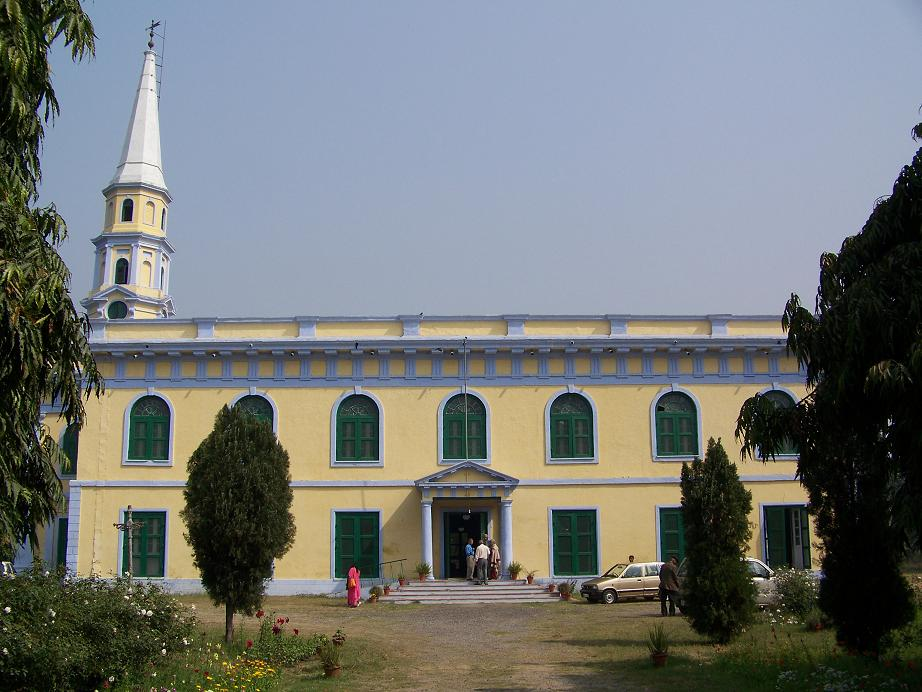
St. John’s Church

- Der älteste Steinbau ist die um 1020 errichtete Freitagsmoschee, die allerdings unter dem Großmogul Humayun in der Mitte des 16. Jahrhunderts erneuert wurde.
- Das Baley-Miyan-Mausoleum (Hindi: बले मियाँ की दरगाह, Bale Miyan ki Dargah) wurde von Qutb ud-Din Aibak zu Ehren seines Generals Ghazi Saiyyad Salar Masud erbaut.
- Das Shahpir-Mausoleum (Hindi: शाहपीर की दरगाह, Shahpeer ki Dargah) wurde von Nur Jahan, der Lieblingsfrau Jahangirs, im Jahr 1628 zu Ehren eines Sufi-Heiligen aus rotem Sandstein aus Rajasthan erbaut. Es ist jedoch unvollendet geblieben.
- Der im frühen 18. Jahrhundert erbaute Suraj Kund ist ein durch Wasser vom Gangeskanal gespeister Teich innerhalb einer gepflegten Gartenanlage.
- Der älteste Steinbau aus jüngerer Zeit ist die im Jahr 1822 geweihte anglikanische St. John's Church, eine der ältesten Kirchen Nordindiens.
- Der Augarnath-Tempel (oder auch Kali Paitan Mandir) ist dem Hindu-Gott Shiva geweiht. Er steht an der Stelle, wo die Meuterer von 1857 ihren Widerstand planten.
- Das schönste Bauwerk der Stadt ist das Mustafa Castle, ein in den Jahren 1896 bis 1900 zu Ehren des Dichters Nawab Mustafa Khan Shefta erbautes palastartiges Mausoleum.

## Söhne und Töchter der Stadt
- Haji Yakub Qureshi, indischer Politiker
- Lucy D’Souza-Krone (* 1949), indisch-deutsche Malerin, verbrachte als Schülerin einige Zeit in der Stadt.
- Anuradha Mittal (* 1970), indisch-US-amerikanische Politologin
- Bhuvneshwar Kumar (* 1990), Cricketspieler
- Annu Rani (* 1992), Speerwerferin
- Parul Chaudhary (* 1995), Leichtathletin